# Ananke (satélite)
Ananke (por vezes aparece a grafia Ananque) é um pequeno satélite natural do planeta Júpiter com 28 km de diâmetro.  Foi descoberto por Seth Barnes Nicholson no Observatório Monte Wilson, na Califórnia em 28 de setembro de 1951.